# Baileya
Baileya is een geslacht van motten van de familie Nolidae. De soort werd in 1895 beschreven door Augustus Radcliffe Grote.

## Soorten
- Baileya acadiana Brou, 2004
- Baileya aphanes Dyar, 1920
- Baileya australis (Grote, 1881)
- Baileya dormitans (Guenée, 1852)
- Baileya doubledayi (Guenée, 1852)
- Baileya ellessyoo Brou, 2004
- Baileya levitans (Smith, 1906)
- Baileya oftalmica (Guenée, 1852)
- Baileya restitans Dyar, 1913